# Vlag van Nunatsiavut

Vlag van Nunatsiavut

De vlag van Nunatsiavut is de vlag die door de Labrador Inuit Association is aangenomen om de Inuit van Labrador en hun Land Claims Settlement Area, Nunatsiavut genaamd, te vertegenwoordigen. Op de vlag staat de traditionele Inuit inuksuk in de kleuren wit, blauw en groen, die de vlag van Labrador weerspiegelen.
De vlag werd een officieel symbool van de regio na de ratificatie van de Labrador Inuit Constitution op 1 december 2005. Schedule 1-C van de grondwet definieert de vlag met een gekleurde schets.